# Museo ladino di Fassa
Il museo ladino di Fassa, o museo ladin de Fascia in lingua ladina, è un museo etnografico situato a San Giovanni di Fassa, in Val di Fassa, nella provincia autonoma di Trento.
È una delle strutture culturali che operano a sostegno della comunità ladina, minoranza linguistica situata nel cuore delle Dolomiti. 

## Storia

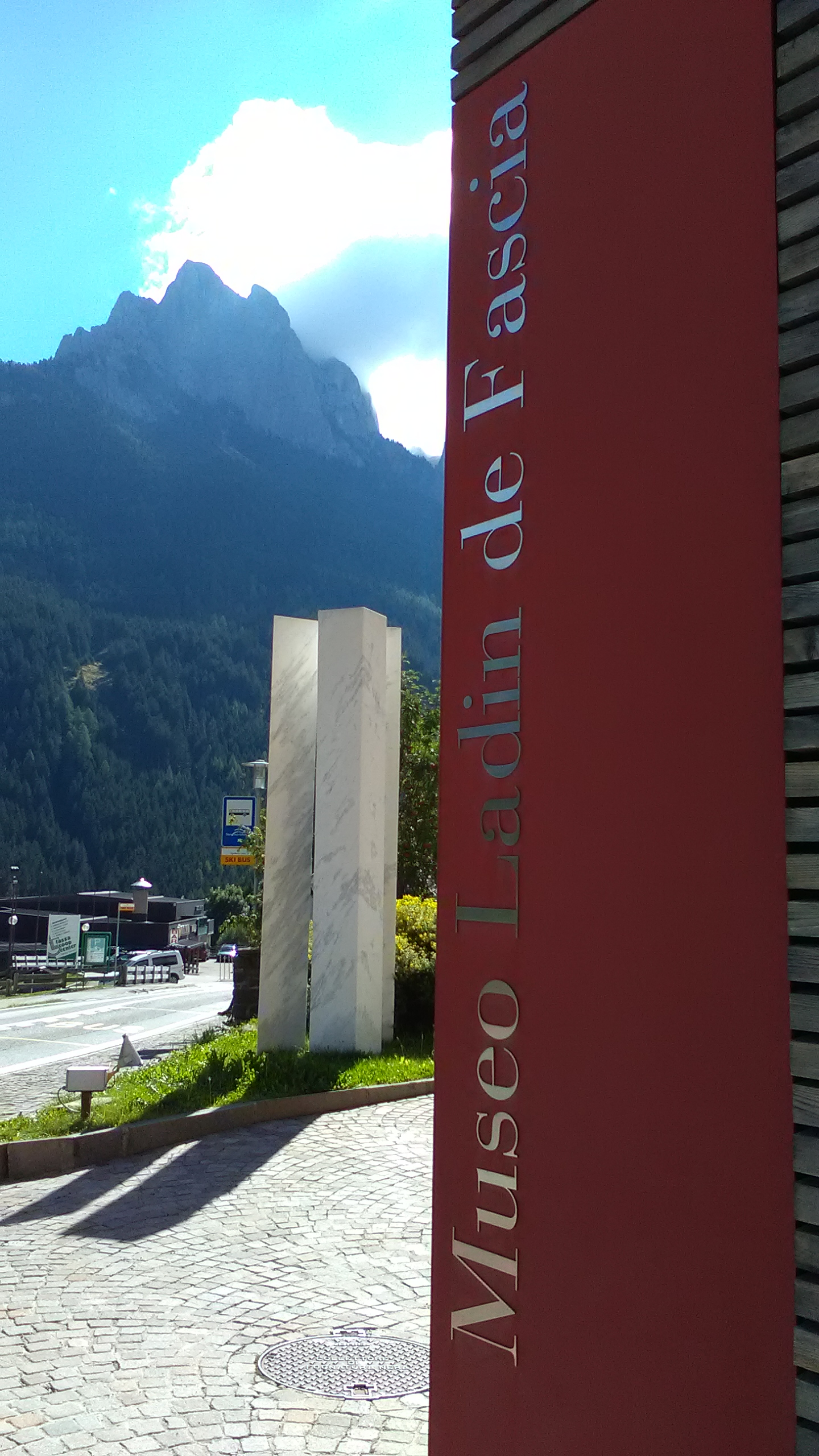
Insegna del museo

Nel 1975 la Provincia autonoma di Trento costituì l'Istituto culturale ladino (Istitut cultural ladin) con l'obiettivo di contribuire a conservare e valorizzare la cultura, le tradizioni e la lingua della comunità ladina della Val di Fassa. 
Pochi anni dopo, nel 1978-1979, fu progettato il Museo, inaugurato nel 1981 e ospitato per circa vent'anni al piano terra del caratteristico e antico Tobià de la Pieif, monumentale fienile ristrutturato e adiacente alla canonica della Pieve di San Giovanni di Fassa. Contemporaneamente si ideò un itinerario sul territorio, riattivando a scopi culturali due antichi opifici.
Tra gli scopi statutari figurano la raccolta, l'ordinamento e lo studio dei materiali che si riferiscono alla storia, all'economia, alla lingua, al folklore, alla mitologia, ai costumi ed usi della gente ladina. 
L'Istituto promuove inoltre la diffusione della lingua e della cultura ladina attraverso i media, collabora con la scuola per valorizzare e sviluppare l'insegnamento della lingua e sostiene l’organizzazione di un programma permanente di alfabetizzazione per adulti.
Dal 2001 la sede museale centrale è stata trasferita in un edificio in località San Giovanni a Vigo, dove le collezioni etnografiche hanno potuto trovare una piena valorizzazione grazie anche al suggestivo progetto di allestimento curato dagli architetti Weber & Winterle con la regia di Ettore Sottsass junior.

## Esposizione
La nuova sede museale, inaugurata nel 2001, espone le collezioni dell'Istituto culturale ladino, che illustrano la storia e le tradizioni della popolazione locale dalla preistoria ai tempi moderni. oltre che la lingua e la cultura ladina della Val di Fassa. Tramite un sistema di supporti multimediali (punti informativi, filmati, documentari) alternato a più tradizionali pannelli esplicativi e a riproduzioni fotografiche, i manufatti esposti su tre piani ritrovano nuova vita e contribuiscono a ricostruire il cammino di un popolo, dalle origini alla contemporaneità.
La prima sezione (Le origini) al pianterreno ricostruisce le fasi più antiche del popolamento delle valli dolomitiche con la presentazione di reperti archeologici rinvenuti in zona.
Il livello intermedio è dedicato alle attività economiche tradizionali (agricoltura, allevamento, pastorizia, utilizzo delle risorse boschive, artigianato), con l’approntamento di appositi spazi tematici (La produzione e La trasformazione del prodotto), ma anche ai rapporti sociali, sia di carattere familiare che comunitario, alle istituzioni locali (Le Regole) e alle forme della ritualità, da quelle nuziali alla coscrizione. Tra le usanze, le tradizioni e le feste popolari, un posto di riguardo è stato riservato al carnevale fassano (Carnascèr), rievocato dalla presenza delle maschere principali (marascons, laché, bufon) e dei costumi. Suggestiva appare anche la ricostruzione di una stube settecentesca, con la stufa a schiena d’asino e mobili dipinti con i colori preferiti dai pittori e decoratori fassani (ocra, rosso, azzurro).
Al secondo piano il percorso espositivo spazia dalla storia (Dal Concilio di Trento alla Grande Guerra) alla cultura sacra e profana, dalla religiosità alle leggende, dalla scoperta alpinistica e turistica delle Dolomiti nel XIX secolo alla riscoperta novecentesca dell’identità ladina.

## Sedi periferiche

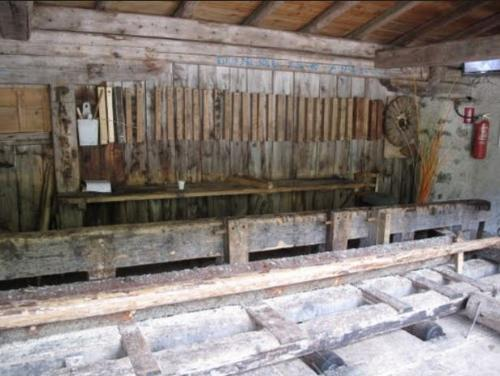
La segheria veneziana (La sia) a Canazei

Il percorso museografico comprende anche alcune sezioni staccate in varie località della valle:
- la Sia (la Segheria veneziana) a Penia di Canazei (strèda de Ciamp Trujan): è stata rimessa in funzione una segheria veneziana (La Sia) risalente al 1929, ma che sostituì una più antica del 1602 situata più a valle.[1]
- l Molin de Pèzol (il Mulino) a Pera di Fassa (strada Jumela): un mulino settecentesco con tre grandi ruote a pale che azionano due macine per cereali e il brillatoio per l'orzo (pestin), azionati da tre grandi ruote idrauliche a pale. All'interno vi è l'esposizione dell'antica attrezzatura del mugnaio. Il mulino è funzionante nel periodo estivo delle visite.[5]

- l Malghier (il Malgaro) a Pera di Fassa (presso il Caseificio sociale Val di Fassa, strada Dolomites, 233)
- la Boteiga da Pinter (la bottega del bottaio) a Moena (strada de Cernadoi)